# میکلا بیردسلی
میکلا بیردسلی (انگلیسی: Mikaela Beardsley؛ زادهٔ ۲۲ ژانویهٔ ۱۹۷۰) تهیه‌کننده فیلم و کارآفرین اهل ایالات متحده آمریکا است.
از فیلم‌هایی که وی در آن‌ها نقش داشته است، می‌توان به روزنامه‌نگار و بلوز اشاره نمود.